# Чемпіонат Польщі з хокею 1983—1984
Чемпіонат Польщі з хокею 1984 — 49-ий чемпіонат Польщі з хокею, чемпіоном став клуб Полонія Битом.

## Фінальний раунд
| М  | Команда              | І  | В  | Н | П  | Ш       | О  |
| -- | -------------------- | -- | -- | - | -- | ------- | -- |
| 1. | Полонія Битом        | 28 | 22 | 3 | 3  | 140:60  | 47 |
| 2. | Заглембє Сосновець   | 28 | 17 | 5 | 6  | 174:76  | 39 |
| 3. | Подгале (Новий Тарг) | 28 | 18 | 1 | 9  | 115:81  | 37 |
| 4. | Напшуд Янув          | 28 | 10 | 7 | 11 | 113:114 | 27 |
| 5. | ГКС Тихи             | 28 | 13 | 1 | 14 | 109:117 | 27 |
| 6. | ЛКС (Лодзь)          | 28 | 9  | 3 | 16 | 91:122  | 21 |

Скорочення: М = підсумкове місце, І = ігри, В = перемоги, Н = нічиї, П = поразки, Ш = закинуті та пропущені шайби, О = набрані очки

## Кваліфікаційний раунд
| М   | Команда         | І  | В  | Н | П  | Ш       | О  |
| --- | --------------- | -- | -- | - | -- | ------- | -- |
| 7.  | ГКС Катовіце    | 30 | 13 | 1 | 16 | 123:151 | 27 |
| 8.  | Унія (Освенцім) | 30 | 12 | 2 | 16 | 143:153 | 26 |
| 9.  | Краковія Краків | 30 | 10 | 4 | 16 | 128:157 | 24 |
| 10. | БКС (Бидгощ)    | 30 | 5  | 3 | 22 | 93:198  | 13 |

Скорочення: М = підсумкове місце, І = ігри, В = перемоги, Н = нічиї, П = поразки, Ш = закинуті та пропущені шайби, О = набрані очки

## Плей-оф

### Чвертьфінали
- Полонія Битом — Унія (Освенцім) 2:0 (11:0, 6:1)
- Напшуд Янув — ГКС Тихи 1:2 (5:1, 2:5, 3:4)
- Заглембє Сосновець — ГКС Катовіце 2:0 (6:1, 4:3)
- Подгале (Новий Тарг) — ЛКС (Лодзь) 2:1 (14:2, 0:3, 16:2)

### Півфінали
- Полонія Битом — ГКС Тихи 2:0 (9:2, 7:1)
- Заглембє Сосновець — Подгале (Новий Тарг) 2:1 (4:8, 7:3, 5:4)

## Фінал
- Полонія Битом — Заглембє Сосновець 2:1 (2:1, 2:3, 7:0)

## Матч за 7 місце
- ЛКС (Лодзь) — Унія (Освенцім) 2:1 (2:6, 7:3, 7:1)

## Матч за 5 місце
- Напшуд Янув — ГКС Катовіце 2:1 (9:6, 4:6, 5:2)

## Матч за 3 місце
- Подгале (Новий Тарг) — ГКС Тихи 2:0 (5:0, 4:2)

## Матч за збереження місця
- Краковія Краків — БТХ Бидгощ 2:0 (5:4, 10:4)

## Найкращий гравець
Найкращим гравцем був визнаний Єжи Хріст (Полонія Битом).